# Estremera
Estremera – miasto w Hiszpanii we wspólnocie autonomicznej Madryt. Jest to najdalej wysunięta na wschód miejscowość regionu. Liczy nieco ponad 1 500 mieszkańców. W mieście stoi zabytkowy kościół Nuestra Señora de los Remedios. 